# Londiania obesa
Londiania obesa är en insektsart som beskrevs av De Lotto 1964. Londiania obesa ingår i släktet Londiania och familjen ullsköldlöss.
Artens utbredningsområde är Kenya. Inga underarter finns listade i Catalogue of Life.